# Тирасполь-Мелітопольська операція
Тирасполь-Мелітопольська операція — стратегічна оборонна операція радянських військ на південному фланзі німецько-радянського фронту, що проходила в липні-вересні 1941 року в ході проведення вермахтом операції «Барбаросса». Після розгрому основних сил Південно-Західного та Південного фронтів Червоної армії в Львівсько-Чернівецькій операції та операції «Мюнхен», правий фланг групи армії «Південь» генерал-фельдмаршала Герда фон Рундштедта продовжив наступ у загальному напрямку на Донбас, змусивши радянські війська відходити по розбіжних напрямках: Приморську армію — на південь до Одеси, а рештки 9-ї та 18-ї армії — на схід до Миколаєва. В ході 2-місячних боїв радянські війська з боями відступили з території Південної України та, втративши майже половину особового складу, відійшли за річку Дніпро та Перекопський перешийок Криму.

В результаті відступу радянських військ були залишені Тирасполь, Кіровоград, Кривий Ріг, Нікополь, Миколаїв Херсон, Дніпропетровськ; Одеса була обложена румунсько-німецькими військами, а Крим був відрізаний від основних сил Червоної армії, розпочалася оборона півострову.

## Положення сторін
Після поразки в операції «Мюнхен» війська Південного фронту відступили на рубіж старого радянсько-румунського кордону поздовж Дністра, де перейшли до оборони. 18-та армія (18-й механізований корпус, 17-й і 55-й стрілецькі корпуси) генерал-лейтенанта Смирнова А. К. відійшли на рубежі Гайсин — Ладижин — Тростянець — Ободівка — Чечельник — Ольгопіль і зайняли Могилів-Подільський УР. 9-та армія (2-й кавалерійський корпус, 48-й стрілецький корпус, 95-та стрілецька дивізія) генерал-полковника Черевиченка Я. Т. зуміла закріпитися на захід від Дністра, спираючись на укріпленні райони по річці на фронті Балта — Слобідка — Круті — Плоть — Рибниця — Дубоссари — Григоріополь — Тирасполь. Одночасно, командування Південного фронту поспішало вивести з мішка лівофлангові дивізії, які входили до Приморської групи військ під управлінням генерал-лейтенанта Чибісова Н. Є. від нового державного кордону.
24 липня було завершене відведення 9-ї і Приморської армії на лівий берег Дністра. До цього часу війська противника охопили із заходу, півночі і сходу війська 6-ї і 12-ї армій Південно-Західного фронту, які фактично приєдналися до правому флангу Південного фронту. 25 липня за рішенням Ставки ВГК їх підпорядкували командувачу Південного фронту генералу армії Тюленєву І. В. Окрім, катастрофічного стану з цими арміями для Південного фронту основною проблемою став розрив між 9-ю і 18-ю арміями, що утворився між частинами 2-го кавалерійського корпусу в районі Балти і 169-ю стрілецькою дивізією, яка займала позиції у Ольгополя.
24 липня командувач 18-ї армії визначив командиру 48-го стрілецького корпусу завдання — розгромити балтсько-кодимське угруповання XXX армійського корпусу генерала від інфантерії Ганса фон Зальмута і надати допомогу військам 6-ї і 12-ї армій, які діючи північніше опинилися під загрозою оточення.

## Битва

### Перший етап: 27 липня— 4 серпня
З 27 липня 1941 року німецько-румунські війська, що діяли проти Південного та Південно-Західного фронтів, продовжували завдавати ударів по найслабкіших ділянках Червоної армії. Незважаючи на контратаки радянських військ, вермахту вдалося на білоцерківському напрямку безпосередньо наблизитися до Дніпра, на гайсинському напрямку прорвати фронт слабкого 18-го механізованого корпусу й передовими частинами досягти Тернівка (50 км від Гайсина) і, нарешті, німцям вдалося прорвати фронт на первомайському напрямку.
28 липня Військова рада Південного фронту доповіла Головкому Південно-Західного напрямку Маршалу Радянського Союзу Будьонному С. М., що з метою збереження військ і поліпшення оперативного положення послідовно відвести частини 18-ї армії і правого флангу 9-ї армії на рубежі: Христинівка, Гайворон, Рибниця; Звенигородка, Умань, Дубоссари; річка Синюха, Первомайськ, Григоріополь. Відхід передбачалося почати 29-30 липня. Але дозволу на відведення військ на зазначені рубежі не було отримано. 28 липня надійшла директива Ставки, в якій наказувалося відвести війська правого крила Південного фронту на рубіж Шпола, Тернівка, Балта, Рибниця, який в цей час вже був частково захоплений вермахтом. Не отримавши санкції на відведення, війська Південного фронту, ведучи важкі бої, приступили до виконання директиви Ставки, одночасно намагаючись вивести формування 6-ї і 12-ї армій з оточення.
Але командування німецької групи армій «Південь», не гаючи часу, користувалося усіма своїми перевагами, потужно нарощуючи наступ у центральній Україні. До вечора 28 липня німецькі війська опанували Теплик, на первомайському напрямку передові моторизовані підрозділи прорвалися на рубіж Плоске—Балта, утворивши прорив між 18-ю та 9-ю арміями завширшки 20-25 км.

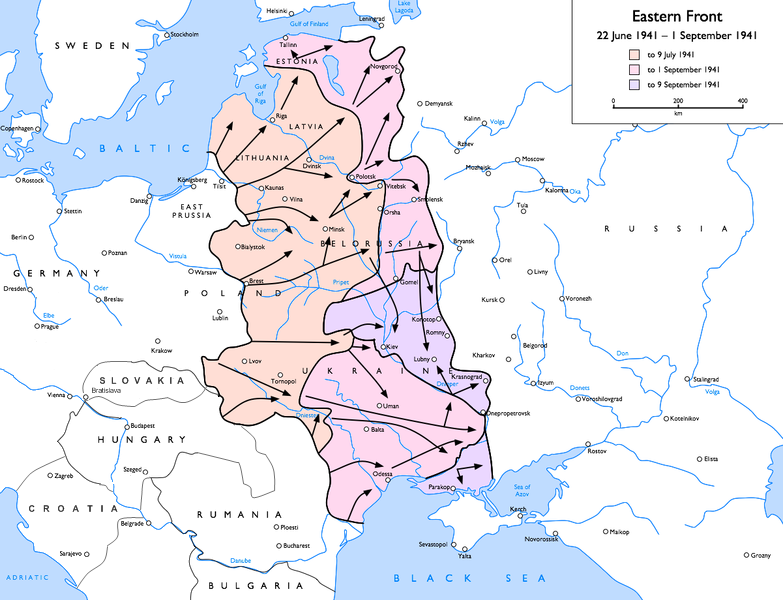
Карта положення на Східному фронті. 22 червня — 9 вересня 1941

У розрив фронту між 9-ї і 18-ї арміями вклинився XXX німецький армійський корпус і частиною сил захопив Балту. До ранку 29 липня стан 18-ї армії став дуже нестійкий. Захопивши Балту, противник створив загрозу флангу 2-го кавалерійського корпусу. 1 серпня командувач 9-ї армії визначив командиру 2-го кавалерійського корпусу завдання на оборону: утримувати район Пасат, Балта. Вся 9-та армія теж перейшла до оборони. Але вже 2 серпня корпус був перепідпорядкований командувачу військами Південного фронту та отримав від нього завдання — зосередитися на південь від Первомайська.
18-й механізований корпус, який мав дуже широку смугу оборони, поступово відходив на схід, ведучи ар'єргардні бої, стримуючі наступаючі дивізії 17-ї армії, по східному берегу Бугу. На правому фланзі армії відходила так звана група Гольцева (зведені підрозділи 218-ї моторизованої, 47-ї танкової дивізій, 145-го танкового і 757-го протитанкового полку). Але, група налічувала всього 300 осіб при 14 гарматах. 3 серпня саме цей загін чинив опір німецькій бойовій групі 16-ї танкової дивізії 14-го моторизованого корпусу, яка захопила Первомайськ.
2-3 серпня радянськими військами були залишені Первомайськ і Кіровоград. Фронт вже на 160—200 км зависав на схід з півночі над Котовськом. Шляхом проведення контрудару силами 17-го стрілецького корпусу, радянське командування спробувало відбити Первомайськ, але успіху в цьому досягти не вдалося. Більш того, частини німецької 16-ї танкової дивізії генерал-лейтенанта Ганса-Валентіна Губе, відбивши спробу Червоної армії, продовжили рух у південному напрямку на Вознесенськ.

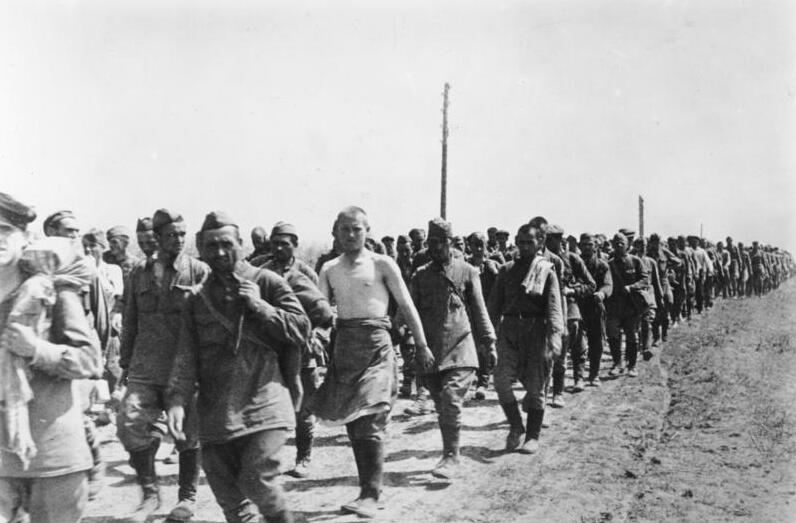
Радянські військовополонені, захоплені в боях біля Балти. 14 серпня 1941

Зранку 3 серпня Приморська армія на правому фланзі вже вела бої по рубежу Шипка, Мале Колосове й поступово відходила до Одеси.

### Другий етап: 5— 8 серпня
5 серпня передові формування вермахту здобули Котовськ, Новоукраїнку та Рибницу.
Тим часом, румунські війська 3-ї та 4-ї армії у взаємодії з німецькою 11-ою армією фон Шоберта продовжували бої поздовж річки Дністер, і місцями форсувавши водну перешкоду, вели осередкові бої на території Придністров'я та Одеської області.
5 серпня війська генерала Тюленєва І. В. вели запеклі бої на всьому фронті. Їх правий фланг був глибоко обійдений противником. Фронт був остаточно розірваний на окремі напрямки воєнних дій, 6-та генерал-лейтенанта Музиченка І. В. та 12-та генерал-майора Понеделіна П. Г. армії були оточені у величезному котлі під Уманню, лінія фронту все більш розтягувалася і поверталася на північний схід. До 8 серпня, зламавши опір 6-ї і 12-ї армій, німецько-румунські війська отримали можливість безперешкодно просуватися до Дніпра і в тил військам Південного фронту. У такій обстановці лівий фланг Південного фронту відходив на східний берег Південного Бугу і далі на рубежі річок Інгул та Інгулець. Прорвавшись на стику 9-ї і Приморської армій, командувач групи армій «Південь» генерал-фельдмаршал фон Рундштедт змусив їх відходити по розбіжних напрямках: Приморську армію — на південь до Одеси, а рештки 9-ї та 18-ї армії — на схід до Миколаєва.
Основною ударною силою вермахту на миколаївському напрямку був 14-й моторизований корпус генерала від інфантерії Густава фон Вітерсхейма, який силами 25-ї моторизованої дивізії вів наступ на Нову Українку, Бобринець, а 16-ю танковою дивізією — в напрямку Арбузинка, Вознесенськ.
| Дата окупації міст | Дата окупації міст                       |
| ------------------ | ---------------------------------------- |
| 3 серпня           | Первомайськ                              |
| 4 серпня           | Балта, Кіровоград                        |
| 5 серпня           | Новоукраїнка, Знам'янка                  |
| 6 серпня           | Олександрія                              |
| 7 серпня           | Вознесенськ                              |
| 8 серпня           | Тирасполь                                |
| 10 серпня          | Роздільна                                |
| 13 серпня          | П'ятихатки                               |
| 14 серпня          | Новий Буг                                |
| 15 серпня          | Верхньодніпровськ, Кривий Ріг            |
| 17 серпня          | Нікополь, Апостолове Марганець, Миколаїв |
| 19 серпня          | Херсон                                   |
| 21 серпня          | Очаків                                   |
| 24 серпня          | Дніпродзержинськ                         |
| 25 серпня          | Дніпропетровськ                          |
| 29 серпня          | Берислав                                 |
| 30 серпня          | Каховка                                  |
| 16 вересня         | Генічеськ                                |

8 серпня німці перерізали шосейну дорогу Одеса-Миколаїв.

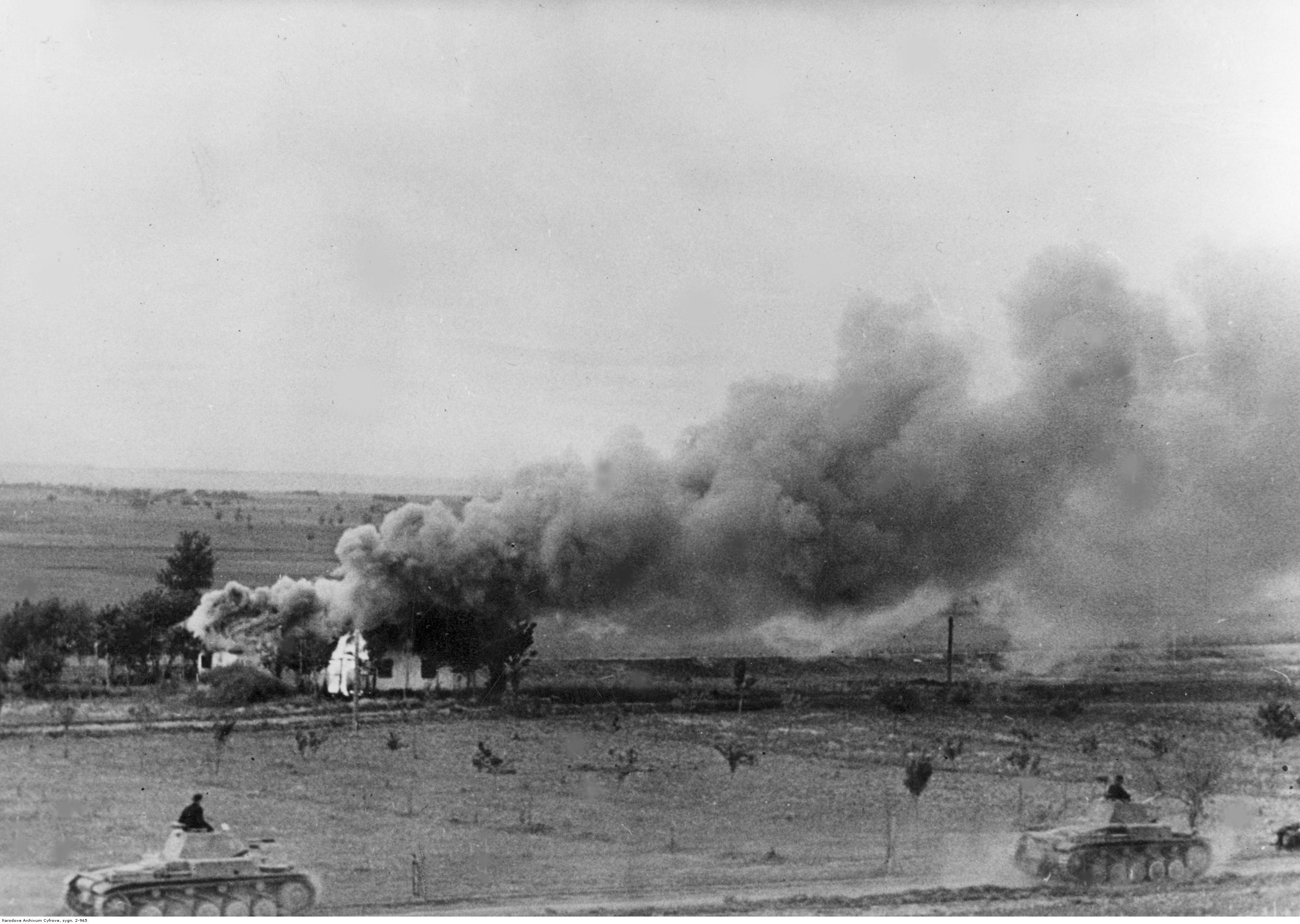
Німецький танковий підрозділ на Panzer II висувається колоною. Літо 1941

Окрема Приморська армія під керівництвом нового командувача генерал-лейтенанта Софронова Г. П. перейшла в безпосереднє підпорядкування Ставки й отримала самостійне завдання — обороняти Одесу до останньої можливості. В ніч на 8 серпня армія почала відхід на рубіж Березівка, Роздільна, Кучурганський лиман, з якого і почалася оборона Одеси.
Але, події продовжували розвиватися швидко і явно невигідно для радянського командування. Противник прагнув розгромити 9-у і 18-у армії в межиріччі Південного Бугу та Дніпра. Його передові танкові і моторизовані частини 8 серпня вже захопили Вознесенськ. Спроби зірвати подальший наступ противника на південь від Вознесенська, проведені силами 2-го кавалерійського корпусу і загону Одеського піхотного училища, були безуспішними. 18-та армія відходила до Південного Бугу із завданням 9 серпня розпочати переправу на східний берег на південь від Нової Одеси в готовності до дій в напрямку Бобринець, 9-та і Окрема Приморська армії продовжували стримувати атаки німецько-румунських військ на рубежі Троїцьке, Жовтень, Кучурганський лиман, Дністер.

### Третій етап: 8— 15 серпня
8-10 серпня командування вермахту, прагнучи не допустити планомірного відходу військ радянського фронту за Південний Буг, різко посилило свій натиск. Ударом у напрямку Жовтень, Березівка в стик 9-ій і Окремій Приморській армій німецько-румунські війська завдали великих втрат радянським 30-ій і 51-ій стрілецьким дивізіям, примусивши їх до відходу. Між арміями утворився розрив, куди німці кинули великі сили. Вони прагнули ударами танкових дивізій з півночі і з'єднань 11-ї армії із заходу оточити війська 9-ї і 18-ї армій.
11 серпня німецьке командування відновило наступ на всій ділянці Південного фронту, зосередивши основні зусилля проти його правого крила. У другій половині дня 11 серпня німецькі війська форсували річку Інгул у смузі оборони 18-ї армії на ділянці Новий Буг, Піски і почали розвивати наступ у напрямку міста Миколаїв. Під тиском переважаючих сил противника армія генерала Черевиченка Я. Т. змушена була продовжувати відходити в південно-східному напрямку, притискаючись до річки Південний Буг.
11 серпня на кіровоградському напрямку німецькі частини оволоділи населеним пунктом Олександрія і своїми рухомими з'єднаннями почали висуватися за річку Інгулець у південно-східному напрямку, прагнучи вийти з північного сходу в район Кривого Рогу. Командування Південного фронту, не маючи інших сил і засобів, вивели з бою під Вознесенськом 2-й кавалерійський корпус і до 12 серпня перекинули його в район Нового Бугу. Вийшовши в цей район, корпус провів удар по хвосту колони 9 ї танкової дивізії німців, завдав їй втрати і змусив її розвернутися та прийняти бій. Проте, попри контрударам ситуація для радянських військ цьому напрямку була катастрофічна, 9-й та 18-й арміям загрожувало оточення в районі Миколаєва.
12 серпня Ставка дозволила відвести 18-у і 9-у армії на рубіж Кривий Ріг, річка Інгул. Водночас командувачу Південного фронту наказувалося продовжувати міцно утримувати Одесу і Миколаїв. 13 серпня штаб фронту з Миколаєва передислокувався в Берислав, а війська фронту, відповідно до вказівок Ставки, прикриваючись частиною сил 18-ї армії з півночі і північного сходу, почали відхід на вказаний Ставкою рубіж.
13-16 серпня почалися бої за Миколаїв. Місто обороняли 30-та і 150-та стрілецькі дивізії, що мали у своєму складі значну кількість польової та важкої артилерії. Але, 15 серпня німецькі війська, які наступали з північного напрямку прорвалися до Миколаєва, де розпочалися криваві вуличні бої. Радянські війська протягом доби відбивали атаки ворога, прикриваючи відступ основних сил на схід. До ранку 16 серпня німецькі війська оточили місто, де ще залишався один стрілецький полк 51-ї стрілецької дивізії. Незважаючи на мужній опір, і підрозділи полку, знищивши гармати й автомашини, пробилися в напрямок Херсону. 17 серпня Миколаїв був остаточно окупований військами вермахту.

Спроба командувача 18-ї армії провести контрудар та відновити оборону по річці Інгул не вдалася. Німецькі війська, відбивши контрудар 18-ї армії 14 серпня відновили наступ. Найбільшу небезпеку для військ 9-ї і 18-ї армій становив їхній наступ на південь вздовж східного берега річки Інгулець. На цьому напрямку створилася реальна загроза виходу німецьких військ у район населених пунктів Берислав і Каховка раніше, ніж туди змогли б відійти війська 9-ї і 18-ї армій. Війська Південного фронту почали відхід за річку Дніпро.
Німецьке командування, прагнучи не допустити відходу радянських військ за цю потужну водну перешкоду, організувало силами 16-ї танкової і моторизованої дивізії СС «Лейбштандарт СС Адольф Гітлер» удар на стику 18-ї і 9-ї армій, унаслідок чого шляхи відходу Червоній армії на схід були блоковані. Командуванню фронт довелося кинути в бій усі сили авіації фронту, які, взаємодіючи з військами 18-ї і 9-ї армій, в основному забезпечили їхній відхід і завдали значних втрат противнику. У ніч на 17 серпня 2-й кавалерійський корпус, 18-та і 9-та армії переправлялися через річку Інгулець, маючи наказ відійти на східний берег Дніпра.

### Четвертий етап: 15— 28 серпня
15 серпня розпочався відхід військ Південно-Західного і Південного фронтів за Дніпро. За 10 днів армії двох фронтів повинні були з боями відійти на 50-150 км, перетнути Дніпро та зайняти оборону по його лівому берегу, зберігаючи, у відповідності до директиви Ставки ВГК плацдарми в районі Києва, Черкас, Дніпропетровська, Нікополя, Запоріжжя та Херсона. Для оборони плацдармів виділялися 13 дивізій: у район Черкас — 2 стрілецькі дивізії, в районі Дніпропетровська — 8 дивізій, в район Запоріжжя — одна дивізія, в район Нікополя — одна дивізія, в район Каховки — одна дивізія. Військам Південно-Західного фронту наказувалося відходити за Дніпро і зайняти оборону на рубежі від Лоєва до Кременчука, а військам Південного фронту — від Кременчука до Херсона.

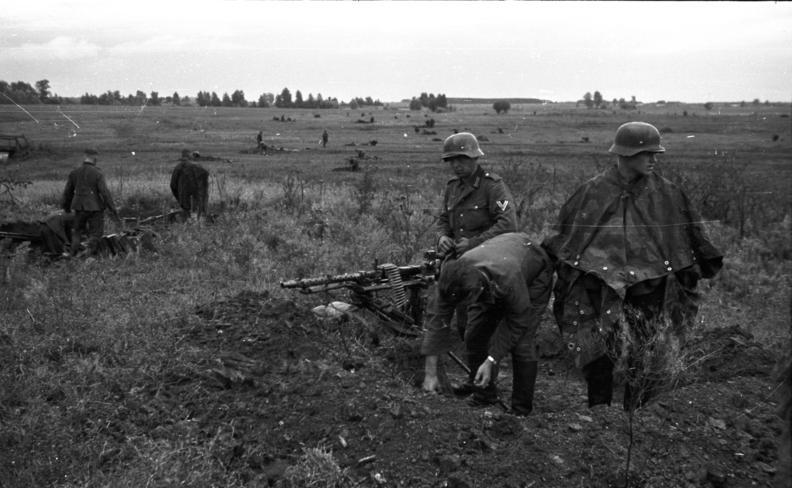
Німецька піхота, після подолання Дніпра, займає вогневі позиції перед боєм. На передньому плані обслуга кулемета MG-34. Південний напрямок німецько-радянського фронту. Операція «Барбаросса». 2 вересня 1941

З початком відходу радянських військ до Дніпра рухомі формування вермахту ринулися до населених пунктів Окуніново, Черкаси, Кременчук, Дніпропетровськ, Каховка, намагаючись вийти до них раніше відступаючих радянських частин і форсувати річку Дніпро з ходу.
Проти 12-ї армії генерала Чибісова, яка встигла висунути на рубіж оборони лише дві дивізії (223-ю і 253-ю), німці кинули 3-й і 14-й моторизовані корпуси (чотири танкових і чотири моторизованих дивізії). 3-й німецький моторизований корпус генерала кавалерії Ебергарда фон Маккензена завдав удару в стик 26-ї кавалерійської і 273-ї стрілецької дивізій, які не встигли зайняти міцної оборони на напрямку міста Дніпропетровська. 14-й моторизований корпус генерала від інфантерії Густава фон Вітерсхейма завдавав удару через Кривий Ріг проти 253-ї дивізії на Запоріжжя.
16 серпня, не витримавши удару переважаючих сил противника, зазначені дивізії відійшли до Дніпропетровська і Запоріжжя. У бій вступили дивізії другого ешелону армії — 230-та, 255-та і 275-та в районі Дніпропетровська і 274-та стрілецька дивізія біля Запоріжжя. 26-та кавалерійська дивізія відступила на східний берег Дніпра, де перейшла до оборони. На дніпропетровському і запорізькому плацдармах зав'язалися запеклі бої, що тривали до кінця серпня.
В районі Запоріжжя німці намагалися переправитися на лівий берег по греблі Дніпровської ГЕС, але під ударами та артилерійським вогнем Червоної армії відступили..
20 серпня німецькі війська у складі 3 піхотних і 3 танкових дивізій вийшли до Дніпропетровського плацдарму. Німцям вдалося прорвати оборону радянських військ і на їх плечах вийти до Дніпра, захопити наплавний міст, який не встигли підірвати, і переправити по ньому на лівий берег Дніпра до полку піхоти. Цими силами німецькому командуванню вдалося захопити плацдарм в районі Ломівки і утримати його. До 28 серпня тривали бої за плацдарм.
До 28 серпня війська Південно-Західного напрямку практично завершили відхід за річку Дніпро, утримавши за собою плацдарми в районі Києва і Черкас. Армії зайняли наступні смуги оборони: 5-та (генерал-майор танкових військ Потапов М. І.) — від Лоєва до Київського укріпленого району; 37-ма — Київський укріплений район; 26-та (генерал-лейтенант Костенко Ф. Я.) — від Київського укріпленого району до Черкас; 38-ма (генерал-лейтенант Рябишев Д. І.) — від Черкас до Кременчука; нова 6-та (генерал-майор Малиновський Р. Я.) — від Кременчука до Дніпропетровська; нова 12-та армія (генерал-майор Галанін І. В.) — від Дніпропетровська до Василівки; 18-та і 9-та — від Василівки до Херсона. Ширина смуг оборони армій становила від 140 до 150 км. Оперативна побудова — в один ешелон. Оперативна щільність — від 15 до 20 км на дивізію. У військах танків практично не лишилося. Незначна кількість авіації перебувала у розпорядженні Головнокомандувача Південно-Західним напрямком. Більшість дивізій відчувала гостру нестачу стрілецької зброї, кулеметів і артилерії..
28 серпня війська вермахту вийшли до Дніпра на всій його довжині, маючи плацдарми на лівому березі річки в районі населених пунктів Окуніново і Дніпропетровськ. Група армій «Південь» мала наступну оперативну побудову своїх військ: на фронті Лоєв — Черкаси вийшла 6-та армія генерал-полковника Вальтера фон Райхенау (21 дивізія); на фронт Черкаси — Запоріжжя — 17-та армія генерала від інфантерії Карла-Генріха фон Штюльпнагеля (14 дивізій); Запоріжжя — Херсон — 3-тя румунська корпусного генерала Петре Думітреску та 11-та німецька армії генерал-полковника Ойгена фон Шоберта (11 дивізій). У районі Кіровограда і Кривого Рогу зосередилася 1-ша танкова група генерал-полковника Евальда фон Кляйста (12 дивізій); в районі Миколаєва — Італійський експедиційний корпус, який щойно прибув на фронт, і 8-й угорський корпус (5-6 дивізій).
За станом на 28 серпня з відходом радянських військ за річку Дніпро був створений суцільний фронт оборони на Південно-Західному напрямку німецько-радянського фронту..

### П'ятий етап: 29 серпня— 28 вересня
З кінця серпня до 10 вересня 1941 року війська Південного фронту, після відходу на східний берег Дніпра, вели запеклі бої з противником, який прагнув форсувати Дніпро. 30 серпня через поранення генерала Тюленєва І. В. під час боїв біля плацдарму, командувачем фронтом був призначений генерал-лейтенант Рябишев Д. І.
На початку вересня радянські війська Південного фронту здійснили спроби ліквідувати німецькі плацдарми в районі Дніпропетровська і під Каховкою. 2 вересня 1941 року 9-та армія силами 296-ї, 176-ї, 150-ї, 51-ї і 74-ї стрілецьких дивізій за підтримки двох танкових загонів і артилерії розпочали контратаку німецького плацдарму в районі Каховки.
Незважаючи на хоробрість бійців 51-ї стрілецької дивізії і підтримували їх танкістів, наполегливо атакували німецькі позиції з 4 по 7 вересня 1941 року, особливих успіхів досягти не вдалося. Повторювалися характерні і раніше для Червоної армії тактичні помилки — німці мінометним вогнем відсікали піхоту від атакуючих танків і ті були змушені відступати на вихідні позиції, несучи важкі втрати. 8 вересня в бій командування ввело два окремі танкові батальйони (57 танків), які мали підтримувати 150-у стрілецьку дивізію. Але, ще до вступу в бій 12 танків було втрачено через технічні проблеми та недосвідченість екіпажів. Решта 45 танків підтримували дії 150-ї дивізії в бою, проте, також без особливих успіхів. До 9 вересня, коли радянські атаки припинилися, 13 танків в обох батальйонах (1 БТ-7, 5 Т-26, 7 Т-37/38) були втрачені..
Вранці 9 вересня, відбивши усі атаки Червоної армії, війська вермахту перейшли в наступ з каховського плацдарму. 12-16 вересня, прорвавши оборону радянських військ, 11-та армія фон Шоберта вийшла до кримських перешийків. 18-та і 9-та радянські армії Південного фронту з боями відступили на рубіж Запоріжжя, озеро Молочне, де перейшли до оборони.
24 вересня 12 радянських дивізій 9-ї та 18-ї армій, за підтримки танків, літаків та артилерії, розпочали потужний штурм позицій 3-ї румунської армії та XXX німецького корпусу. Їх метою було зменшити тиск на радянську 51-у армію, що оборонялася в Криму. В боях під Балками, Володимирівкою, Ульянівкою та Акімівкою румунські та німецькі формування зазнали важких втрат (у деяких випадках до 50 %). 29 вересня командувач німецької 11-ї армії кинув на допомогу цим військам XXXXIX гірський корпус генерала Людвіга Кюблера, який у взаємодії з частинами 1-ї танкової групи трохи стабілізував стан справ. Однак ситуація продовжувала бути критичною. Лише з підходом резерву — моторизованої дивізії СС «Лейбштандарт СС Адольф Гітлер», якому у взаємодії з румунським кавалерійським корпусом дивізійного генерала Іоана Раковіце проведенням контратаки вдалося покращити ситуацію для своїх військ та відновити положення. До 28 вересня на кримському та мелітопольському напрямках точилися бої локального значення, сторони намагалися поліпшити своє оперативне становище.

## Наслідки битви
Тирасполь-Мелітопольська операція мала колосальні наслідки для Червоної армії й для України в роки німецько-радянської війни. За два місяці боїв радянські війська відступили з території Південної України та, втративши майже половину особового складу, відійшли за річку Дніпро та Перекопський перешийок Криму. Під німецькою та румунською окупацією опинилися вся Південна та частина Центральної України. Радянський Союз втратив величезні регіони, багаті на корисні копалини, об'єкти промислової бази й агропромислового комплексу, вкрай важливі для економіки і оборонно-промислового комплексу, важливі об'єкти інфраструктури, в першу чергу морські порти Миколаїв, Херсон, Скадовськ, Очаків, Генічеськ тощо.
До 25 липня Південний фронт і Приморська армія з боями відійшли за Дністер і зайняли оборону на рубежу старого радянсько-румунського кордону, на заздалегідь підготовлених укріплених районах, опорних пунктах та позиціях. Подальшу долю Південного фронту вирішив прорив німецьких військ на сусідньому Південно-Західному фронті, в результаті якого лівофлангові 6-та та 12-та армії фронту були відрізані від головних сил генерала Кирпоноса й за рішенням Ставки передані генералу армії Тюленеву І. В. Одночасно з проривом на півночі німецька 11-та армія і румунські 3-тя та 4-та армії форсували Дністер, і вже до вечора 18 липня на лівому березі річки було п'ять дивізій супротивника. Виникла загроза оточення Південного фронту. З півночі із зони відповідальності Південно-Західного фронту наступала німецька 17-та армія, а з півдня — 11-та армія. Відхід Південного фронту перетворився на втечу.
2 серпня 1941 року начальник генерального штабу сухопутних військ вермахту генерал Гальдер записав у щоденнику: «…чіткого уявлення про ворога на цій ділянці фронту ми не маємо», тобто частини Південного фронту відірвалися від противника і в цілковитому безладді (чим сильно дезорієнтували німецьких генералів) стрімко рушили на схід.
19 серпня 1941 року генерал Антонеску видав декрет про приєднання Трансністрії до Румунії.